# 송 목공
송 목공(宋穆公, ? ~ 기원전 720년)은 중국 춘추 시대의 인물로, 제14대 송공이다. 성은 자(子), 휘는 화(和)이다.
12대 송공 송 무공의 아들이며 13대 송공 송 선공의 아우로, 형이 임종시에 군위를 맡겨 세 번 사양하고 즉위했다.
재위 9년 만에 죽었고, 임종시에 대사마 공보가를 불러다 자신의 아들 빙(후의 송 장공) 대신 형의 아들 여이(후의 송 상공)에게 양위하도록 했다. 공보가는 당시 여러 신하들의 의견은 빙에게 있다고 했으나, 결국은 목공의 뜻을 받아들였다.

## 가계
- 송 무공
  - 송 선공
    - 송 상공

  - 송 목공
    - 송 장공